# Golf ai XIII Giochi del Mediterraneo
I tornei di  Golf ai XIII Giochi del Mediterraneo di Bari 1997 si sono svolti nel giugno 1997 presso il
Golf club Riva dei Tessali di Castellaneta Marina, in Italia.
Il programma ha visto lo svolgimento di competizioni individuali e a squadre, sia maschili che femminili, con l'assegnazione di un totale di 4 medaglie d'oro.

## Podi
| Evento      | Oro                                                      | Argento                                                  | Bronzo                                                       |  |
| Uomini      |                                                          |                                                          |                                                              |  |
| Individuale | Olivier David                                            | Gregory Havret                                           | Alessandro Napoleoni                                         |  |
| A squadre   | Francia Gregory Havret Olivier David Christophe Ravetto  | Italia Luca Fracassi Alessandro Napoleoni Carlo Zaretti  | Spagna Mario Bedia Gerard Pera Antonio Pons                  |  |
| Donne       |                                                          |                                                          |                                                              |  |
| Individuale | Maria Paola Casati                                       | Maitena Alsuguren                                        | Silvia Cavalleri                                             |  |
| A squadre   | Italia Maria Paola Casati Silvia Cavalleri Giulia Sergas | Francia Maitena Alsuguren Ludivine Kreutz Gwladys Nocera | Spagna Sara Beautell Marta Prieto Olivares Ana Belen Sanchez |  |

## Medagliere
| Posizione | Paese   |   |   |   | Totale |
| --------- | ------- | - | - | - | ------ |
| 1         | Francia | 2 | 3 | 0 | 5      |
| 2         | Italia  | 2 | 1 | 2 | 5      |
| 3         | Spagna  | 0 | 0 | 2 | 2      |
| Totale    | Totale  | 4 | 4 | 4 | 12     |